# NGC 7722
NGC 7722 est une galaxie lenticulaire située dans la constellation de Pégase. Sa vitesse par rapport au fond diffus cosmologique est de 3 639 ± 26 km/s, ce qui correspond à une distance de Hubble de 53,7 ± 3,8 Mpc (∼175 millions d'al). NGC 7722 a été découverte par l'astronome prussien Heinrich Louis d'Arrest en 1864.
NGC 7722 présente une large raie HI. Selon la base de données astronomique Simbad, NGC 7722 est une galaxie LINER, c'est-à-dire une galaxie dont le noyau présente un spectre d'émission caractérisé par de larges raies d'atomes faiblement ionisés.

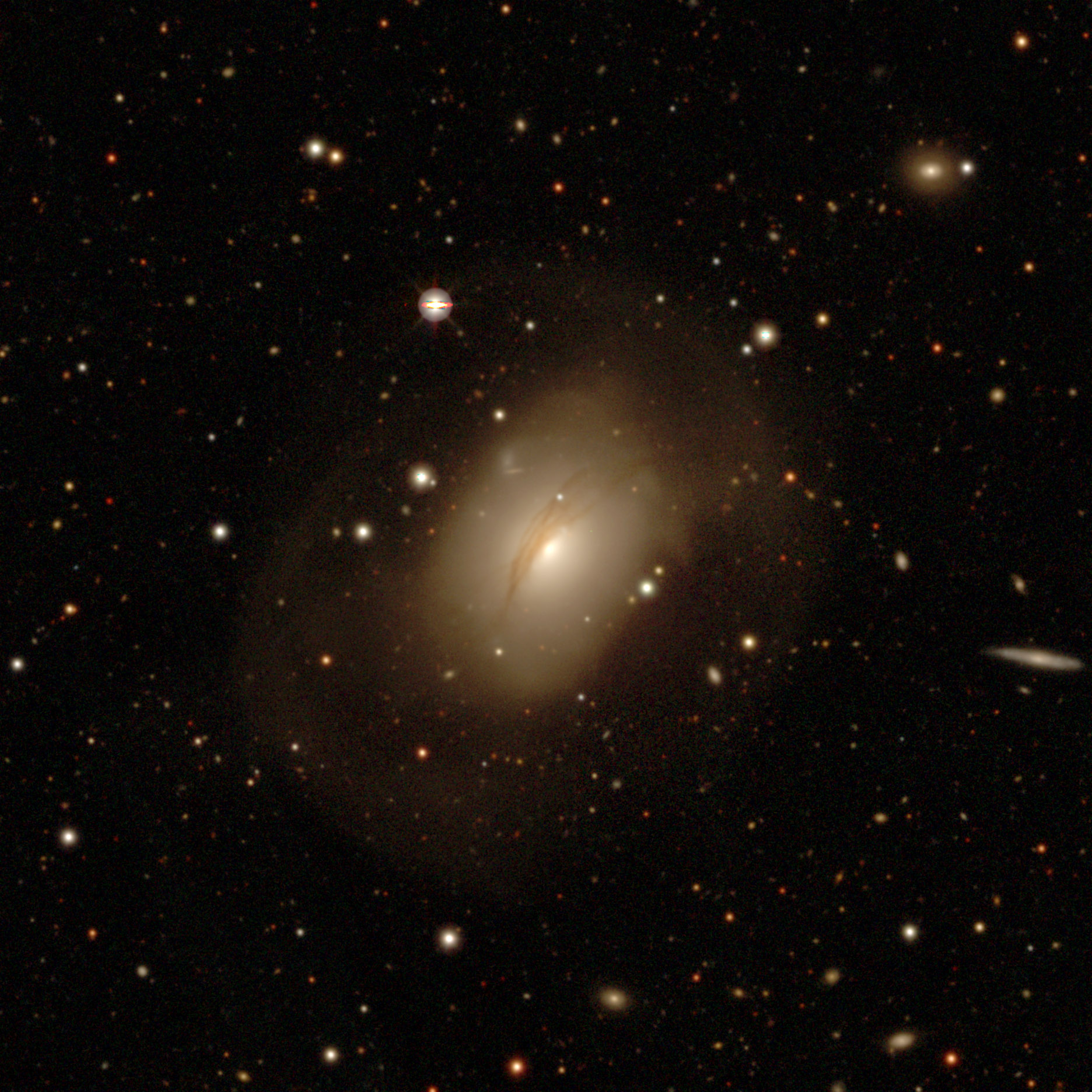
La galaxie NGC 7722 imagée par le projet « Legacy Surveys DR10 ».

## Supernova
La supernova SN 2020ssf a été découverte dans NGC 7722 le 6 septembre 2020 par le relevé astronomique Zwicky Transient Facility (ZTF) de l'observatoire Palomar. D'une magnitude apparente de 17,94 au moment de sa découverte, elle était de type Ia.